# Acrocercops panacifinens
Acrocercops panacifinens là một loài bướm đêm thuộc họ Gracillariidae. Nó được tìm thấy ở New Zealand.

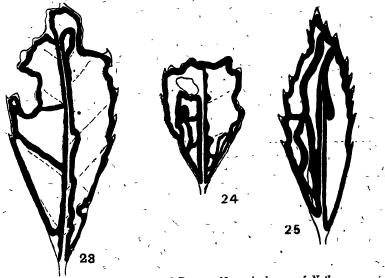
Lá do ấu trùng ăn

Sải cánh dài khoảng 10 mm đối với con cái và 8 mm đối với con đực. Ấu trùng ăn Nothopanax arboreum. Chúng ăn lá nơi chúng làm tổ.

## Hình ảnh

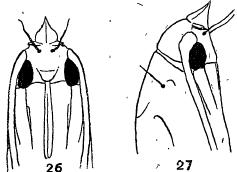